# بكاسور
بكاسور (بالإنجليزية: Bakasura)‏، و(بالسنسكريتية: बकासुर)‏، هو أسورا في شكل كركية قتله الإله الهندوسي كريشنا. كان رفيقا شريرا للملك كامسا وشقيق بوتانا وأغاسورا. أرسله على شكل كركية عملاقة لقتل كريشنا حتى لا يتمكن الصبي من قتل الملك. قتل كريشنا بكاسور عندما دفع الصبي منقاره حتى انقطع بسهولة.